# Clathrinida
Die Clathrinida sind eine Ordnung der Schwämme in der Klasse der Kalkschwämme. Es handelt sich um eine artenreiche Ordnung mit variablen Wuchsformen und allen Entwicklungsstadien, von olynthusartigen Schwämmen mit einfachen, unverästelten Röhren bis zu komplexen Arten mit aufwändigen Einströmungs- und Ausströmungssystemen. Typusfamilie ist Clathrinidae Minchin, 1900.

## Merkmale
Clathrinida sind Kalkschwämme mit ausschließlich freien (nicht hyperkalzifizierten) Nadeln (Sklerite, Spicula), ohne hyperkalzifizierte Außenschicht, Kalkschuppen oder -platten.

## Systematik
Clathrinida wird als monophyletische, homogene Gruppe angesehen. Borojevic et al. (1990) schlugen daher eine einzige Ordnung Clathrinida vor, die alle Calcinea ohne ein hyperkalzifiziertes Skelett umfasst, im Gegensatz einer Unterteilung in zwei Ordnungen, Clathrinida und Leucettida, wie von Hartman (1958) vorgeschlagen.
Von Clathrinida sind 6 Familien mit 16 Gattungen beschrieben:
- Clathrinidae Minchin, 1900
- Dendyidae Laubenfels, 1936
- Leucaltidae Dendy & Row, 1913
- Leucascidae Dendy, 1893
- Leucettidae Laubenfels, 1936
- Levinellidae Borojevic & Boury-Esnault, 1986

World Register of Marine Species nennt zusätzlich noch Clathrinida incertae sedis Borojevic, Boury-Esnault, Manuel & Vacelet, 2002.